# Hanover Park
Hanover Park – wieś w Stanach Zjednoczonych, w stanie Illinois, w hrabstwie DuPage.